# 佐藤度
佐藤 度（さとう わたる、1954年（昭和29年）5月5日 - ）は、日本の政治家。元新潟県村上市長（1期）。

## 来歴
新潟県出身。東北大学法学部卒。卒業後は村上市役所に勤務する。間もなく退職し、農業に従事する。その後、村上市農業協同組合組合長となる。2006年の市長選挙に立候補し、現職の佐藤順を破って当選した。在職中、村上市は荒川町・神林村・朝日村・山北町との合併が進み、村上岩船地域５市町村合併協議会の会長を務めた。村上市長を1期務め、2008年、合併による村上市長選挙に立候補したが、元山北町長の大滝平正に敗れ、落選した。